# Sparbanken Eken
Sparbanken Eken är ett bankaktiebolag med verksamhet i Kronobergs, Kalmar och Blekinge län. Banken ägs av sex sparbanksstiftelser och är formellt sett en fristående lokal affärsbank, men genom samarbetsavtal står man Swedbank nära. Bolaget bildades genom en sammanslagning av sex stycken mindre sparbanker i oktober 2007 för att kunna möta de krav som ställdes när samarbetsavtalet med Swedbank skulle förnyas.
Bankrörelserna i Almundsryds Sparbank, Göteryds Sparbank, Långasjö Sockens Sparbank, Skatelöv och Västra Torsås Sparbank, Älmeboda Sparbank och Åryds Sparbank slogs samman till det nya bolaget och sex stycken nya sparbanksstiftelser skapades för att överta ägandet. Banken har verksamhet i Alvesta, Emmaboda, Karlshamns, Tingsryds, och Älmhults kommuner.

## Ägare
- Almundsryds Sparbanksstiftelse
- Göteryds Sparbanksstiftelse
- Långasjö Sockens Sparbanksstiftelse
- Skatelövs och Västra Torsås Sparbanksstiftelse
- Åryds Sparbanksstiftelse
- Älmeboda Sparbanksstiftelse